# Joël Groff
Joël Groff (* 11. September 1968 in Luxemburg) ist ein ehemaliger luxemburgischer Fußballspieler.

## Karriere

### Verein
Groff begann seine Spielerkarriere 1986 bei Union Luxemburg. Mit dem Hauptstadtklub wurde er dreimal in Folge luxemburgischer Meister und gewann zweimal den Coupe de Luxembourg.
1994 wechselte er zu F91 Düdelingen, wo er ebenfalls drei Meisterschaften in Folge gewann. 2002 beendete er seine aktive Laufbahn.

### Nationalmannschaft
Zwischen 1989 und 1998 absolvierte Groff 36 Länderspiele für die luxemburgische Nationalmannschaft, in denen er ohne Torerfolg blieb. 
Sein erstes Spiel bestritt er am 11. Oktober 1989 bei der 0:3-Niederlage im WM-Qualifikationsspiel in Saarbrücken gegen Portugal.
Seinen letzten Einsatz hatte er am 5. Juni 1998 im Freundschaftsspiel gegen Deutschland, das mit einer 0:7-Niederlage der Luxemburger endete.

## Erfolge
- Luxemburgischer Meister: 1990, 1991, 1992, 2000, 2001 und 2002
- Luxemburgischer Pokalsieger: 1989 und 1991